# Melhores da Websfera

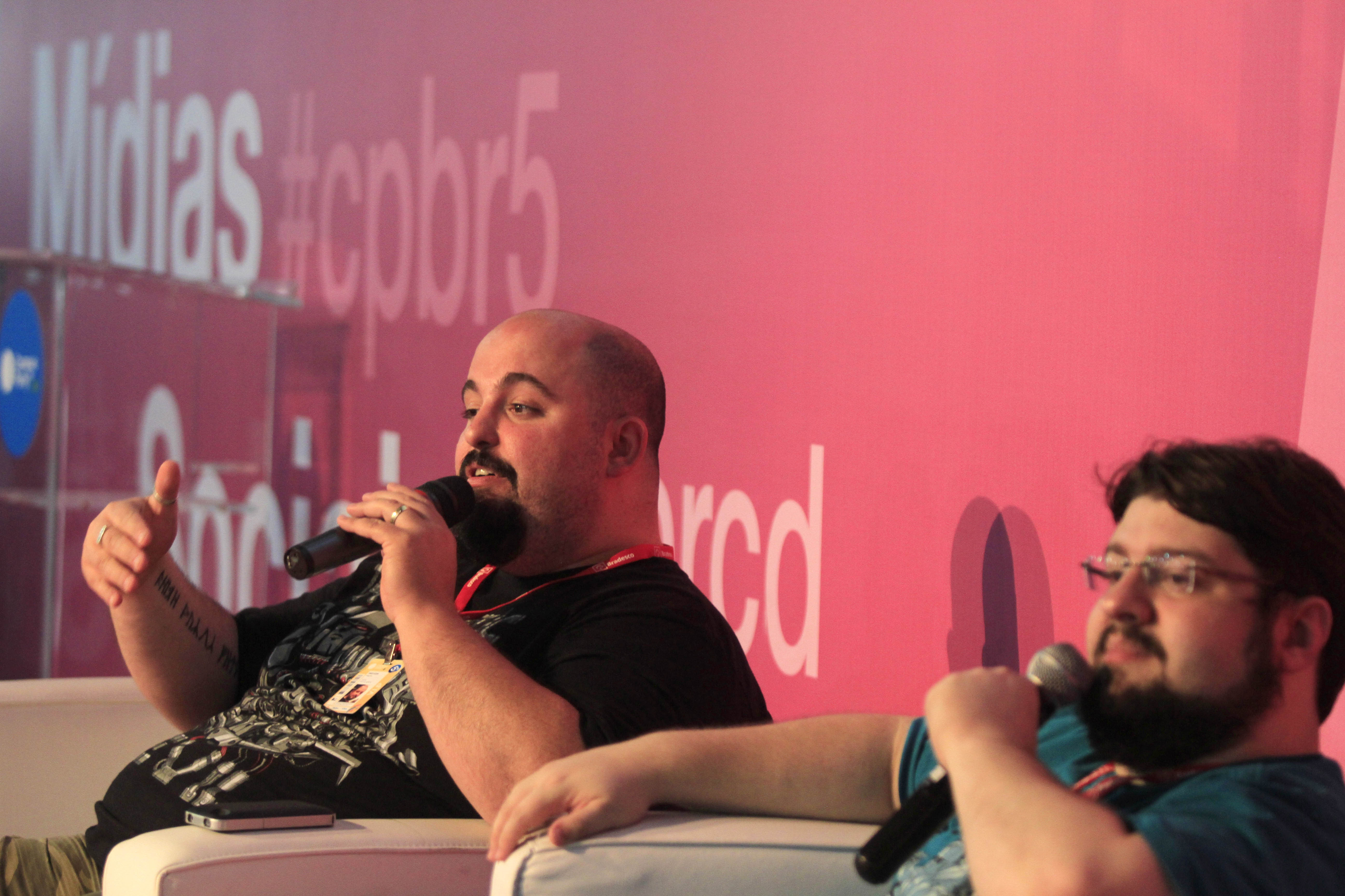
Alexandre Ottoni e Deive Pazos, dupla do Jovem Nerd e do NerdCast, vencedor da categoria Melhor Podcast nos anos de 2009 a 2011.

O Melhores da Websfera foi uma premiação criada pela revista PIX, com o objetivo de reconhecer os melhores criadores de conteúdo da internet brasileira e estimular o cenário na época ainda incipiente da web no país. Realizado entre os anos de 2009 e 2014, foi descrito pelo Estadão como "premiação anual que dá o troféu aos principais destaques de todas as áreas da web durante o ano anterior". 
Os vencedores de cada ano eram anunciados no youPIX Festival, evento presencial organizado pela revista, considerado o "maior festival brasileiro de cultura de internet".  No sexto ano da premiação, promovida em 2014 na Bienal do Ibirapuera, os ganhadores foram anunciados em um edição que reuniu cerca de 18 mil pessoas durante seus três dias de duração.
Além do Melhores da Websfera, o youPIX também organizava o Melhores da Twittosfera, premiando os usuários que mais se destacavam no Twitter em categorias como melhor nome de @, #FollowFriday do ano, melhor hashtag e twittada do ano. 

## Melhores da Websfera - 2009[6]

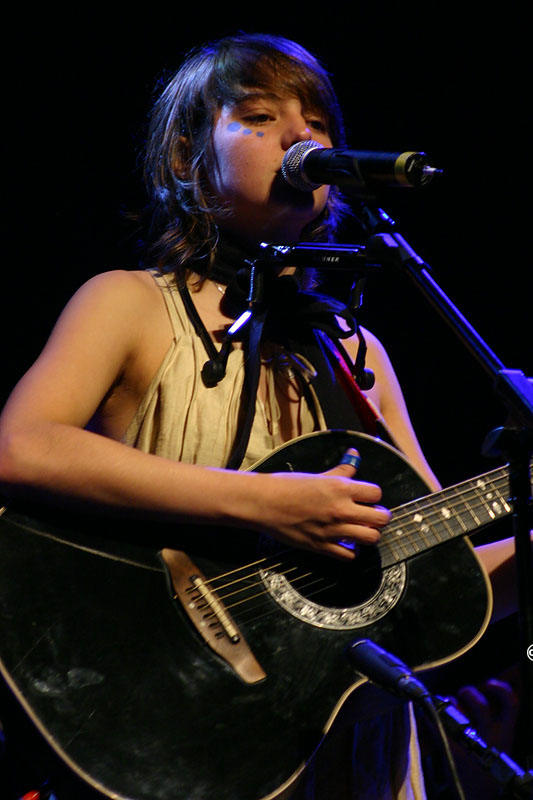
Mallu Magalhães, vencedora da categoria Webpersonalidade do Ano, cantora revelada graças ao seu perfil no MySpace.

Os vencedores foram anunciados na primeira edição do youPIX Festival, realizada entre os dias 9 a 11 de março de 2009 no Espaço Gafanhoto, em São Paulo.
Um dos destaques da premiação foi o perfil fake do ator Victor Fasano, vencedor da categoria de melhor microblog. O prêmio rendeu pauta em matérias do portal UOL, que entrevistaram tanto o internauta responsável pelo perfil falso  quanto o ator global, que chegou a comentar: "Seria engraçado ver a cara dele (do criador do fake no Twitter), como ela é, o que essa pessoa pensa, de onde ela tira tudo isso sobre mim." 
| Categoria                         | Vencedor          | Indicados                       |
| --------------------------------- | ----------------- | ------------------------------- |
| Melhor Microblog                  | Vitor Fasano      | Alexandre Inagaki               |
| Melhor Microblog                  | Vitor Fasano      | Bia Granja                      |
| Melhor Microblog                  | Vitor Fasano      | Funerária                       |
| Melhor Webcomic                   | Malvados          | Bichinhos de Jardim             |
| Melhor Webcomic                   | Malvados          | Irmãos Brain                    |
| Melhor Webcomic                   | Malvados          | Wagner & Beethoven              |
| Melhor Fotolog                    | Silvio Tanaka     | Fagu                            |
| Melhor Fotolog                    | Silvio Tanaka     | Funhell                         |
| Melhor Fotolog                    | Silvio Tanaka     | Renato Targa                    |
| Melhor Podcast                    | NerdCast          | ADD (Maestro Billy)             |
| Melhor Podcast                    | NerdCast          | Dudecast                        |
| Melhor Podcast                    | NerdCast          | Pod Sem Fio                     |
| Melhor Revista Digital            | PIX               | IdeaFixa                        |
| Melhor Revista Digital            | PIX               | Revista Paradoxo                |
| Melhor Revista Digital            | PIX               | RRAURL                          |
| Melhor Videolog                   | Braincast TV      | Enxame TV                       |
| Melhor Videolog                   | Braincast TV      | Gema TV                         |
| Melhor Videolog                   | Braincast TV      | Omelete TV                      |
| Melhor Layout de Blog             | Update or Die     | Brainstorm 9                    |
| Melhor Layout de Blog             | Update or Die     | Smelly Cat                      |
| Melhor Layout de Blog             | Update or Die     | Tarja Preta                     |
| Melhor Uso de Publicidade em Blog | LG                | Batman - O Cavaleiro das Trevas |
| Melhor Uso de Publicidade em Blog | LG                | Brainstorm 9                    |
| Melhor Uso de Publicidade em Blog | LG                | Rexona Black                    |
| Melhor Nome de Blog               | Te Dou um Dado    | Corto Cabelo e Pinto            |
| Melhor Nome de Blog               | Te Dou um Dado    | Don't Touch My Moleskine        |
| Melhor Nome de Blog               | Te Dou um Dado    | Quero te Pegar Sóbrio           |
| Webcelebridade do Ano             | Mallu Magalhães   | Didi (Te Dou um Dado)           |
| Webcelebridade do Ano             | Mallu Magalhães   | Jake Pó Pará com Pó             |
| Webcelebridade do Ano             | Mallu Magalhães   | Vitor Fasano                    |
| Webmusa 2008                      | Mirian Bottan     | Dani Koetz                      |
| Webmusa 2008                      | Mirian Bottan     | Lia Camargo                     |
| Webmusa 2008                      | Mirian Bottan     | Marina Santa Helena             |
| Webfail do Ano                    | limao.com.br      | Abril Blogs                     |
| Webfail do Ano                    | limao.com.br      | Lei Azeredo                     |
| Webfail do Ano                    | limao.com.br      | WeShow                          |
| Blogueiro do Ano                  | Alexandre Inagaki | Alexandre Matias                |
| Blogueiro do Ano                  | Alexandre Inagaki | Carlos Merigo                   |
| Blogueiro do Ano                  | Alexandre Inagaki | Juliano Spyer                   |
| Melhor Blog                       | Trabalho Sujo     | Meio Bit                        |
| Melhor Blog                       | Trabalho Sujo     | Te Dou um Dado                  |
| Melhor Blog                       | Trabalho Sujo     | Update or Die                   |
| Agitador Web do Ano               | Cazé Peçanha      | Bob Wollheim                    |
| Agitador Web do Ano               | Cazé Peçanha      | Cris Dias                       |
| Agitador Web do Ano               | Cazé Peçanha      | Edney Souza                     |
| Geek do Ano                       | Marco Gomes       | Cris Dias                       |
| Geek do Ano                       | Marco Gomes       | Jonny Ken                       |
| Geek do Ano                       | Marco Gomes       | Nick Ellis                      |
| Viral do Ano                      | Pó Pará com Pó    | Doritos de 5 Kg                 |
| Viral do Ano                      | Pó Pará com Pó    | Maisa do SBT                    |
| Viral do Ano                      | Pó Pará com Pó    | Solange Gagá de Ilheus          |
| Melhor Evento Web                 | Campus Party 2008 | Descolagem                      |
| Melhor Evento Web                 | Campus Party 2008 | Digital Age 2.0                 |
| Melhor Evento Web                 | Campus Party 2008 | Intercon 08                     |

## Melhores da Websfera - 2010[11]

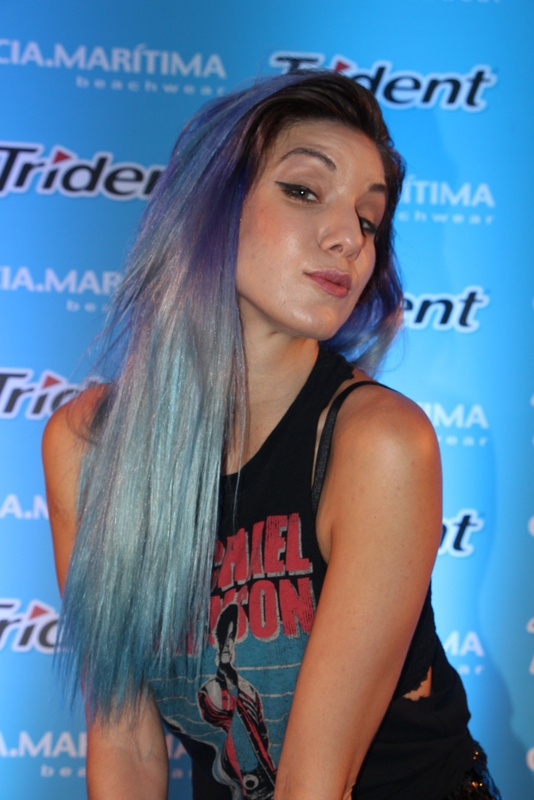
MariMoon, vencedora do prêmio de Melhor Fotolog do ano, considerada a primeira celebridade digital do país graças ao seu fotolog que chegou a ser o mais seguido do Brasil.

O anúncio dos vencedores desta edição foi realizado no youPIX 2010, durante o primeiro dia do evento que aconteceu entre os dias 8 a 11 de junho no Museu da Imagem e do Som em São Paulo. 
| Categoria                    | Vencedor              | Indicados                      |
| ---------------------------- | --------------------- | ------------------------------ |
| Melhor Webcomic              | Dr. Pepper            | Linha do Trem                  |
| Melhor Webcomic              | Dr. Pepper            | Malvados                       |
| Melhor Webcomic              | Dr. Pepper            | Um Sábado Qualquer             |
| Melhor Webcomic              | Dr. Pepper            | Wagner & Beethoven             |
| Melhor Tumblr                | Porra Mauricio        | Eduardos                       |
| Melhor Tumblr                | Porra Mauricio        | Olha o Passarinho Jesus        |
| Melhor Tumblr                | Porra Mauricio        | Pagodados                      |
| Melhor Tumblr                | Porra Mauricio        | Porra Felipe                   |
| Melhor Fotolog               | MariMoon              | Arthur Soares                  |
| Melhor Fotolog               | MariMoon              | João Wainer                    |
| Melhor Fotolog               | MariMoon              | Orgastic Desire (Serginho)     |
| Melhor Fotolog               | MariMoon              | SP:00 (Renata Chebel)          |
| Melhor Podcast               | NerdCast              | ADD (Maestro Billy)            |
| Melhor Podcast               | NerdCast              | Podbility (Bullet)             |
| Melhor Podcast               | NerdCast              | Roda e Avisa (Renê de Paula)   |
| Melhor Podcast               | NerdCast              | Vida Fodona (Alexandre Matias) |
| Melhor Site/ Revista Digital | Papo de Homem         | IdeaFixa                       |
| Melhor Site/ Revista Digital | Papo de Homem         | Judão                          |
| Melhor Site/ Revista Digital | Papo de Homem         | Omelete                        |
| Melhor Site/ Revista Digital | Papo de Homem         | RRAURL                         |
| Melhor Videocast             | Dayvid Braga          | Braincast                      |
| Melhor Videocast             | Dayvid Braga          | Colmeia                        |
| Melhor Videocast             | Dayvid Braga          | Omelete                        |
| Melhor Videocast             | Dayvid Braga          | Smellycast                     |
| Melhor Layout de Blog        | Brainstorm 9          | Don't Touch My Moleskine       |
| Melhor Layout de Blog        | Brainstorm 9          | Oficina de Estilo              |
| Melhor Layout de Blog        | Brainstorm 9          | Tarja Preta                    |
| Melhor Layout de Blog        | Brainstorm 9          | Update or Die                  |
| Vilão Wébico do Ano          | Cardoso               | Eduardo Azeredo                |
| Vilão Wébico do Ano          | Cardoso               | Izzy Nobre                     |
| Vilão Wébico do Ano          | Cardoso               | Morroida                       |
| Vilão Wébico do Ano          | Cardoso               | Twittess                       |
| Melhor Nome de Blog          | Morri de Sunga Branca | Agora Que Sou Rica             |
| Melhor Nome de Blog          | Morri de Sunga Branca | Don't Touch My Moleskine       |
| Melhor Nome de Blog          | Morri de Sunga Branca | Te Dou um Dado                 |
| Melhor Nome de Blog          | Morri de Sunga Branca | Update or Die                  |
| Webcelebridade do Ano        | Hugo Gloss            | Geisy da Uniban                |
| Webcelebridade do Ano        | Hugo Gloss            | Lucas Celebridade              |
| Webcelebridade do Ano        | Hugo Gloss            | Stefhany da Crossfox           |
| Webcelebridade do Ano        | Hugo Gloss            | Twittess                       |
| Webmusa do Ano               | MariMoon              | Katylene                       |
| Webmusa do Ano               | MariMoon              | Marina Santa Helena            |
| Webmusa do Ano               | MariMoon              | Mirian Bottan                  |
| Webmusa do Ano               | MariMoon              | Twittess                       |
| Webfail do Ano               | Xuxa no Twitter       | #ForaSarney                    |
| Webfail do Ano               | Xuxa no Twitter       | InterBarney                    |
| Webfail do Ano               | Xuxa no Twitter       | Porto Cai na Rede              |
| Webfail do Ano               | Xuxa no Twitter       | Twittess                       |
| Blogueiro do Ano             | Katylene              | Alexandre Matias               |
| Blogueiro do Ano             | Katylene              | Carlos Merigo                  |
| Blogueiro do Ano             | Katylene              | Chico Barney                   |
| Blogueiro do Ano             | Katylene              | Rosana Hermann                 |
| Melhor Blog                  | Brainstorm 9          | Katylene                       |
| Melhor Blog                  | Brainstorm 9          | Petiscos                       |
| Melhor Blog                  | Brainstorm 9          | Trabalho Sujo                  |
| Melhor Blog                  | Brainstorm 9          | Update or Die                  |
| Agitador Web do Ano          | Marcelo Tas           | Chico Barney                   |
| Agitador Web do Ano          | Marcelo Tas           | Edney Souza                    |
| Agitador Web do Ano          | Marcelo Tas           | Rosana Hermann                 |
| Agitador Web do Ano          | Marcelo Tas           | Wagner Martins (Mr. Manson)    |
| Geek do Ano                  | Nick Ellis            | Borbs                          |
| Geek do Ano                  | Nick Ellis            | Jonny Ken                      |
| Geek do Ano                  | Nick Ellis            | Marco Gomes                    |
| Geek do Ano                  | Nick Ellis            | Neto                           |
| Viral do Ano                 | Pedro, Cadê Meu Chip? | Geisy da Uniban                |
| Viral do Ano                 | Pedro, Cadê Meu Chip? | O Maior Trapézio de Curitiba   |
| Viral do Ano                 | Pedro, Cadê Meu Chip? | Stefhany do Crossfox           |
| Viral do Ano                 | Pedro, Cadê Meu Chip? | Vanusa Cantando o Hino         |
| Melhor Evento Web            | Campus Party          | EBP                            |
| Melhor Evento Web            | Campus Party          | Intercon                       |
| Melhor Evento Web            | Campus Party          | Media On                       |
| Melhor Evento Web            | Campus Party          | Porto Cai na Rede              |

## Melhores da Websfera - 2011

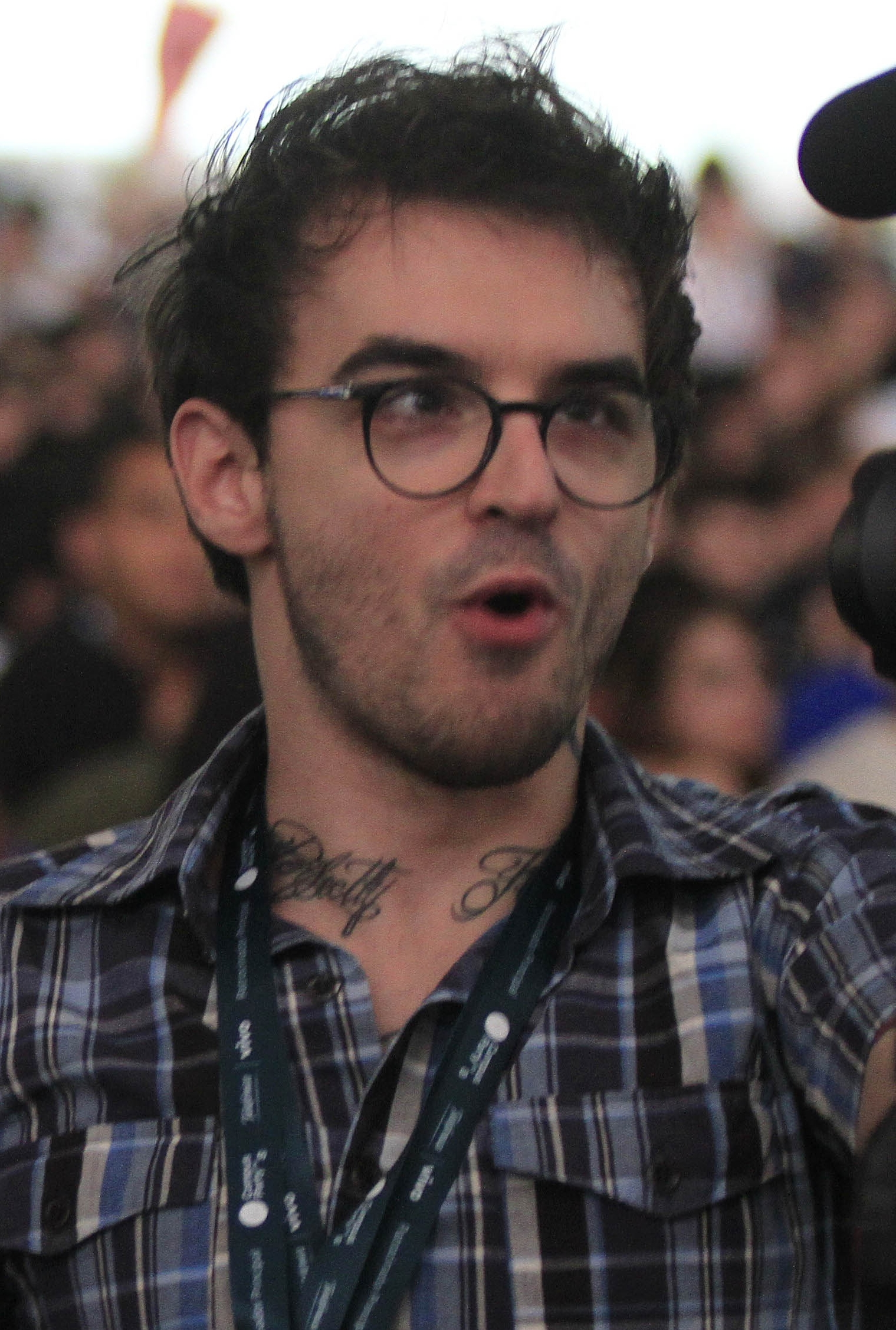
PC Siqueira, vencedor das categorias Webcelebridade do Ano e Geek do Ano, notabilizado pelo canal de YouTube "Mas Poxa Vida".

O youPIX 2011 foi realizado entre os dias 26 a 28 de abril de 2011 no Porão das Artes do Pavilhão da Bienal, no Parque do Ibirapuera, e reuniu mais de 100 palestrantes. Segundo matéria postada no site da Superinteressante, o ponto alto do evento foi a premiação, descrita desta maneira: "Os troféus nunca rendem tapas, mas sempre rendem farpas antes e depois da divulgação dos vencedores".  Os resultados da terceira edição, destacados em 14 categorias diferentes, foram divulgados em 27 de abril.
| Categoria                         | Vencedor                           | Indicados                                           |
| --------------------------------- | ---------------------------------- | --------------------------------------------------- |
| Blog do Ano                       | Não Salvo                          | Brainstorm 9                                        |
| Blog do Ano                       | Não Salvo                          | Ñ Intendo                                           |
| Blog do Ano                       | Não Salvo                          | Testosterona                                        |
| Blog do Ano                       | Não Salvo                          | Update or Die                                       |
| Webcelebridade do Ano             | PC Siqueira                        | Felipe Neto                                         |
| Webcelebridade do Ano             | PC Siqueira                        | Lucas Celebridade                                   |
| Webcelebridade do Ano             | PC Siqueira                        | Tulla Luana                                         |
| Webcelebridade do Ano             | PC Siqueira                        | Vitinho (Sou Foda)                                  |
| Podcast do Ano                    | NerdCast                           | ADD (Maestro Billy)                                 |
| Podcast do Ano                    | NerdCast                           | Matando Robôs Gigantes                              |
| Podcast do Ano                    | NerdCast                           | Podibility                                          |
| Podcast do Ano                    | NerdCast                           | ZueraCast                                           |
| Site do Ano                       | Papo de Homem                      | IdeaFixa                                            |
| Site do Ano                       | Papo de Homem                      | Judão                                               |
| Site do Ano                       | Papo de Homem                      | Omelete                                             |
| Site do Ano                       | Papo de Homem                      | Pink Vader                                          |
| Videocast do Ano                  | Nerd Office (Jovem Nerd e Azaghal) | Mas Poxa Vida (PC Siqueira)                         |
| Videocast do Ano                  | Nerd Office (Jovem Nerd e Azaghal) | Mas Que Porcaria (LEANDRO20105)                     |
| Videocast do Ano                  | Nerd Office (Jovem Nerd e Azaghal) | Não Faz Sentido (Felipe Neto)                       |
| Videocast do Ano                  | Nerd Office (Jovem Nerd e Azaghal) | Tricô dos Bróder (Clara Averbuck e Lelê Siedschlag) |
| Tumblr do Ano                     | Jesus Manero                       | Classe Média Sofre                                  |
| Tumblr do Ano                     | Jesus Manero                       | Fica Vai Ter Bolo                                   |
| Tumblr do Ano                     | Jesus Manero                       | Fuck Yeah Dr Hollywood                              |
| Tumblr do Ano                     | Jesus Manero                       | Googleoke                                           |
| Troll do Ano                      | Maurício Cid                       | Azaghal                                             |
| Troll do Ano                      | Maurício Cid                       | Carlos Cardoso                                      |
| Troll do Ano                      | Maurício Cid                       | Felipe Neto                                         |
| Troll do Ano                      | Maurício Cid                       | Raphael Mendes                                      |
| Vem, Gente (Personalidade do Ano) | Felipe Neto                        | Daniel Carvalho (Katylene)                          |
| Vem, Gente (Personalidade do Ano) | Felipe Neto                        | Jeff Paiva                                          |
| Vem, Gente (Personalidade do Ano) | Felipe Neto                        | Lucas de Barros (Chico Barney)                      |
| Vem, Gente (Personalidade do Ano) | Felipe Neto                        | Thiago Pereira (Cleycianne)                         |
| "Sua Linda" do Ano                | Girl Acid (Acidez Feminina)        | Ana Cheia de Graça                                  |
| "Sua Linda" do Ano                | Girl Acid (Acidez Feminina)        | Carol TchulimTchulim                                |
| "Sua Linda" do Ano                | Girl Acid (Acidez Feminina)        | Mirian Bottan                                       |
| "Sua Linda" do Ano                | Girl Acid (Acidez Feminina)        | Nair Bello                                          |
| "Sou Foda" do Ano                 | Maurício Cid                       | Felipe Neto                                         |
| "Sou Foda" do Ano                 | Maurício Cid                       | Lucas Celebridade                                   |
| "Sou Foda" do Ano                 | Maurício Cid                       | Rafinha Bastos                                      |
| "Sou Foda" do Ano                 | Maurício Cid                       | Vitinho (Sou Foda)                                  |
| Blogueiro do Ano                  | Maurício Cid                       | Alexandre Matias                                    |
| Blogueiro do Ano                  | Maurício Cid                       | Carlos Merigo                                       |
| Blogueiro do Ano                  | Maurício Cid                       | Edu Testosterona                                    |
| Blogueiro do Ano                  | Maurício Cid                       | Rodrigo Fernandes                                   |
| Agitador Web do Ano               | Maurício Cid                       | Chico Barney                                        |
| Agitador Web do Ano               | Maurício Cid                       | Edney Souza                                         |
| Agitador Web do Ano               | Maurício Cid                       | Felipe Neto                                         |
| Agitador Web do Ano               | Maurício Cid                       | Thiago Tonkiel                                      |
| Geek do Ano                       | PC Siqueira                        | Jonny Ken                                           |
| Geek do Ano                       | PC Siqueira                        | Marcel Dias                                         |
| Geek do Ano                       | PC Siqueira                        | Marco Gomes                                         |
| Geek do Ano                       | PC Siqueira                        | Nick Ellis                                          |
| Viral do Ano                      | Sou Foda (Avassaladores)           | Cala Boca Galvão                                    |
| Viral do Ano                      | Sou Foda (Avassaladores)           | Magali Carioca                                      |
| Viral do Ano                      | Sou Foda (Avassaladores)           | Morre Diabo                                         |
| Viral do Ano                      | Sou Foda (Avassaladores)           | Sandy Devassa                                       |

## Melhores da Websfera - 2012

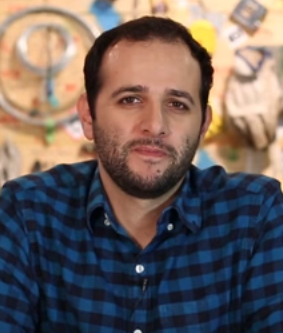
Iberê Thenório, apresentador do canal de YouTube "Manual do Mundo", que ganhou as categorias Videocast do Ano e Vem, Gente! do Ano.

A quarta edição da premiação foi celebrada no palco principal do youPIX Festival em 5 de julho de 2012 , em meio a uma programação que contou com cerca de 100 atividades distribuídas em seis palcos e a participação de nomes como Rafinha Bastos, Dani Calabresa e Preta Gil.
Os finalistas da premiação foram selecionados por votação popular e por uma comissão julgadora convidada pelo youPIX, que reuniu 300 nomes da web brasileira. Um dos destaques foi o prêmio hors concours de "podcast mais megaboga da vida", concedido ao NerdCast após ter vencido três vezes consecutivas na categoria de Podcast do Ano.
| Categoria             | Vencedor                         | Indicados                        |
| --------------------- | -------------------------------- | -------------------------------- |
| Blog do Ano           | Não Salvo                        | Ah Negão                         |
| Blog do Ano           | Não Salvo                        | Brainstorm 9                     |
| Blog do Ano           | Não Salvo                        | Shame on You Blogueira           |
| Blog do Ano           | Não Salvo                        | Trabalho Sujo                    |
| Webcelebridade do Ano | Maurício Cid                     | Carol Rocha                      |
| Webcelebridade do Ano | Maurício Cid                     | Família "Para Nossa Alegria"     |
| Webcelebridade do Ano | Maurício Cid                     | Iberê Thenório                   |
| Webcelebridade do Ano | Maurício Cid                     | Luiza do Canadá                  |
| Podcast do Ano        | Matando Robôs Gigantes           | Braincast                        |
| Podcast do Ano        | Matando Robôs Gigantes           | Off Topic (Poligonautas)         |
| Podcast do Ano        | Matando Robôs Gigantes           | Radiofobia                       |
| Podcast do Ano        | Matando Robôs Gigantes           | RapaduraCast                     |
| Site do Ano           | Jovem Nerd                       | IdeaFixa                         |
| Site do Ano           | Jovem Nerd                       | Papo de Homem                    |
| Site do Ano           | Jovem Nerd                       | Parafernalha                     |
| Site do Ano           | Jovem Nerd                       | Update or Die                    |
| Videocast do Ano      | Manual do Mundo                  | Marcelinho Lendo Contos Eróticos |
| Videocast do Ano      | Manual do Mundo                  | Nerd Office                      |
| Videocast do Ano      | Manual do Mundo                  | Parafernalha                     |
| Videocast do Ano      | Manual do Mundo                  | Qu4tro Coisas                    |
| Tumblr do Ano         | Pica Não Relatada                | 501 Ruivas                       |
| Tumblr do Ano         | Pica Não Relatada                | Como Eu Me Sinto Quando          |
| Tumblr do Ano         | Pica Não Relatada                | Esse Dia Foi Foda                |
| Tumblr do Ano         | Pica Não Relatada                | Renato Era Chato                 |
| Troll do Ano          | Maurício Cid                     | Deive Pazos                      |
| Troll do Ano          | Maurício Cid                     | Fabio Morroida                   |
| Troll do Ano          | Maurício Cid                     | Rafinha Bastos                   |
| Troll do Ano          | Maurício Cid                     | Vyktor Berriel                   |
| Vem Gente! do Ano     | Iberê Thenório                   | Alexandre Inagaki                |
| Vem Gente! do Ano     | Iberê Thenório                   | Carol Rocha                      |
| Vem Gente! do Ano     | Iberê Thenório                   | Hugo Gloss                       |
| Vem Gente! do Ano     | Iberê Thenório                   | Rosana Hermann                   |
| "Sua Linda" do Ano    | Kéfera Buchmann                  | Carol Rocha                      |
| "Sua Linda" do Ano    | Kéfera Buchmann                  | Manu Barem                       |
| "Sua Linda" do Ano    | Kéfera Buchmann                  | Mari Graciolli                   |
| "Sua Linda" do Ano    | Kéfera Buchmann                  | Pietra Príncipe                  |
| "Sou Foda" do Ano     | Maurício Cid                     | Deive Pazos                      |
| "Sou Foda" do Ano     | Maurício Cid                     | Hank Lobo                        |
| "Sou Foda" do Ano     | Maurício Cid                     | Marcelo Cidral                   |
| "Sou Foda" do Ano     | Maurício Cid                     | PC Siqueira                      |
| Blogueiro do Ano      | Maurício Cid                     | Alottoni e Azaghal               |
| Blogueiro do Ano      | Maurício Cid                     | Carlos Merigo                    |
| Blogueiro do Ano      | Maurício Cid                     | Marcel Dias                      |
| Blogueiro do Ano      | Maurício Cid                     | Tiago Dória                      |
| Agitador Web do Ano   | Maurício Cid                     | Alexandre Inagaki                |
| Agitador Web do Ano   | Maurício Cid                     | Alexandre Matias                 |
| Agitador Web do Ano   | Maurício Cid                     | Iberê Thenório                   |
| Agitador Web do Ano   | Maurício Cid                     | Rica Grandi                      |
| Meme do Ano           | Para Nossa Alegria               | As Mina Pira!                    |
| Meme do Ano           | Para Nossa Alegria               | #Chatiado                        |
| Meme do Ano           | Para Nossa Alegria               | "Que Deselegante"                |
| Meme do Ano           | Para Nossa Alegria               | Luiza do Canadá                  |
| Geek do Ano           | Alottoni (Jovem Nerd)            | João Pedro Mota                  |
| Geek do Ano           | Alottoni (Jovem Nerd)            | Marco Gomes                      |
| Geek do Ano           | Alottoni (Jovem Nerd)            | Nick Ellis                       |
| Geek do Ano           | Alottoni (Jovem Nerd)            | PC Siqueira                      |
| Viral do Ano          | Marcelinho Lendo Contos Eróticos | Luiza do Canadá                  |
| Viral do Ano          | Marcelinho Lendo Contos Eróticos | Nega do Subaco Cabeludo          |
| Viral do Ano          | Marcelinho Lendo Contos Eróticos | Para Nossa Alegria               |
| Viral do Ano          | Marcelinho Lendo Contos Eróticos | Pôneis Malditos                  |
| Facebook Page do Ano  | Humor Negro                      | Humor no Face                    |
| Facebook Page do Ano  | Humor Negro                      | O Mundo é Belo                   |
| Facebook Page do Ano  | Humor Negro                      | Pensando Pensamentos             |
| Facebook Page do Ano  | Humor Negro                      | Unidos Contra o Rock             |

## Melhores da Websfera - 2013

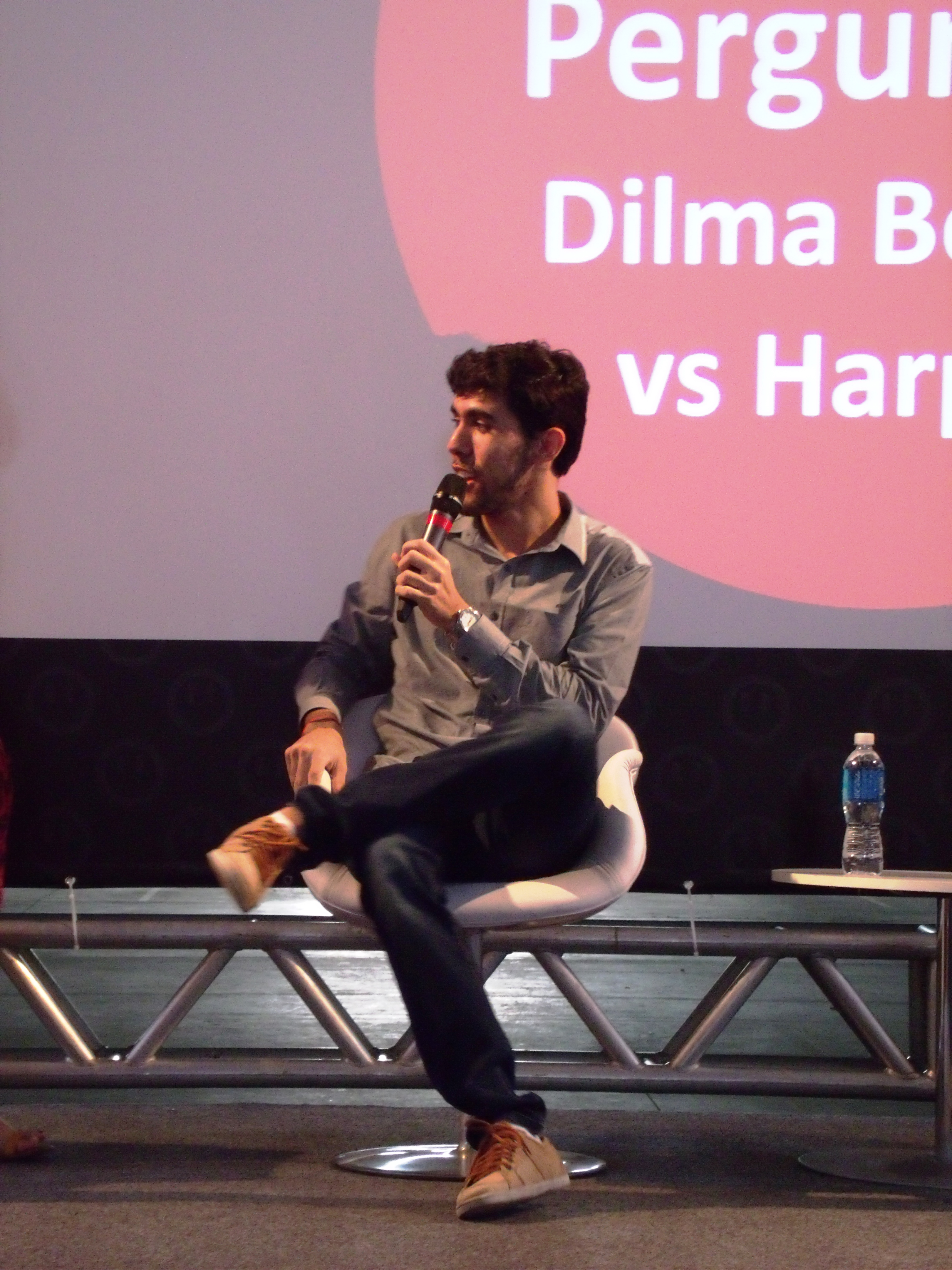
Jeferson Monteiro, criador do perfil Dilma Bolada, que venceu na categoria #FF do Ano, em participação na edição do Rio de Janeiro do youPIX Festival de 2013.

Os finalistas desta edição foram selecionados após um período de votação popular em que mais de 20 mil indicações únicas foram submetidas no site do youPIX.   Os vencedores foram revelados no evento realizado no Pavilhão da Bienal do Ibirapuera, nos dias 5 e 6 de julho de 2013. 
Um dos destaques da premiação foi a "Pegadinha da Menina Fantasma", exibida originalmente no Programa Silvio Santos, que ganhou a categoria Viral do Ano. Anna Livya Padilha, intérprete da menina fantasma e atriz da novela Chiquititas, recebeu o troféu representando o SBT e animou o público presente, estimado em 2 mil pessoas.
| Categoria             | Vencedor                                 | Indicados                         |
| --------------------- | ---------------------------------------- | --------------------------------- |
| Blog do Ano           | Não Salvo                                | Borges, o Gato                    |
| Blog do Ano           | Não Salvo                                | Jovem Nerd                        |
| Blog do Ano           | Não Salvo                                | Morri de Sunga Branca             |
| Blog do Ano           | Não Salvo                                | Testosterona                      |
| Webcelebridade do Ano | Fábio Porchat                            | Cauê Moura                        |
| Webcelebridade do Ano | Fábio Porchat                            | Dilma Bolada                      |
| Webcelebridade do Ano | Fábio Porchat                            | Jovem Nerd & Azaghal              |
| Webcelebridade do Ano | Fábio Porchat                            | Luane Dias                        |
| Podcast do Ano        | Braincast                                | 99 Vidas                          |
| Podcast do Ano        | Braincast                                | Matando Robôs Gigantes            |
| Podcast do Ano        | Braincast                                | Melhores do Mundo                 |
| Podcast do Ano        | Braincast                                | ZueraCast                         |
| Youtuber do Ano       | Porta dos Fundos                         | Felipe Neto                       |
| Youtuber do Ano       | Porta dos Fundos                         | Jovem Nerd                        |
| Youtuber do Ano       | Porta dos Fundos                         | Parafernalha                      |
| Youtuber do Ano       | Porta dos Fundos                         | PC Siqueira                       |
| #FF do Ano            | Dilma Bolada                             | Bic Muller                        |
| #FF do Ano            | Dilma Bolada                             | Meu Pai no Google                 |
| #FF do Ano            | Dilma Bolada                             | Não Salvo                         |
| #FF do Ano            | Dilma Bolada                             | Rafinha Bastos                    |
| Tumblr do Ano         | Como Eu Me Sinto Quando                  | Chicas Xavier                     |
| Tumblr do Ano         | Como Eu Me Sinto Quando                  | Feridos no Protesto               |
| Tumblr do Ano         | Como Eu Me Sinto Quando                  | Recomende um Ex                   |
| Tumblr do Ano         | Como Eu Me Sinto Quando                  | SP Honesta                        |
| Troll do Ano          | Maurício Cid                             | Cauê Moura                        |
| Troll do Ano          | Maurício Cid                             | Ian Cury                          |
| Troll do Ano          | Maurício Cid                             | Marco Feliciano                   |
| Troll do Ano          | Maurício Cid                             | Rafinha Bastos                    |
| Agitador Web do Ano   | Movimento Passe Livre                    | Anonymous Brasil                  |
| Agitador Web do Ano   | Movimento Passe Livre                    | Dilma Bolada                      |
| Agitador Web do Ano   | Movimento Passe Livre                    | Marco Gomes                       |
| Agitador Web do Ano   | Movimento Passe Livre                    | Maurício Cid                      |
| Musa do Ano           | Clarice Falcão                           | Acid Girl                         |
| Musa do Ano           | Clarice Falcão                           | Inês Brasil                       |
| Musa do Ano           | Clarice Falcão                           | Kéfera                            |
| Musa do Ano           | Clarice Falcão                           | Lully Lucky                       |
| Muso do Ano           | Rodrigo Fernandes                        | Azaghal                           |
| Muso do Ano           | Rodrigo Fernandes                        | Borges, o Gato                    |
| Muso do Ano           | Rodrigo Fernandes                        | Felipe Neto                       |
| Muso do Ano           | Rodrigo Fernandes                        | Maurício Cid                      |
| Viral do Ano          | Pegadinha da Menina Fantasma do Elevador | Gangnam Style                     |
| Viral do Ano          | Pegadinha da Menina Fantasma do Elevador | Nissim Ourfali                    |
| Viral do Ano          | Pegadinha da Menina Fantasma do Elevador | Passinho do Volante               |
| Viral do Ano          | Pegadinha da Menina Fantasma do Elevador | Todas as Manifestações de 2013    |
| Trending Topic do Ano | #VemPraRua                               | Marco Feliciano Não Me Representa |
| Trending Topic do Ano | #VemPraRua                               | #OiOiOi                           |
| Trending Topic do Ano | #VemPraRua                               | O Gigante Acordou                 |
| Trending Topic do Ano | #VemPraRua                               | #SP13J                            |
| Meme do Ano           | Marco Feliciano Não Me Representa        | Harlem Shake                      |
| Meme do Ano           | Marco Feliciano Não Me Representa        | "Só Que Não"                      |
| Meme do Ano           | Marco Feliciano Não Me Representa        | Vinagre                           |
| Meme do Ano           | Marco Feliciano Não Me Representa        | Zeca Pagodinho Inconformado       |
| Instagrammer do Ano   | @CamposWell                              | @GuguLiberato                     |
| Instagrammer do Ano   | @CamposWell                              | @NickEllis                        |
| Instagrammer do Ano   | @CamposWell                              | @NaoSalvo                         |
| Instagrammer do Ano   | @CamposWell                              | @PeceSiqueira                     |
| Facebook Page do Ano  | Site dos Menes                           | Conselhos do He-Man               |
| Facebook Page do Ano  | Site dos Menes                           | C0r1nth14ns M1l Gr4u              |
| Facebook Page do Ano  | Site dos Menes                           | Imagens Históricas                |
| Facebook Page do Ano  | Site dos Menes                           | Suricate Seboso                   |

## Melhores da Websfera - 2014

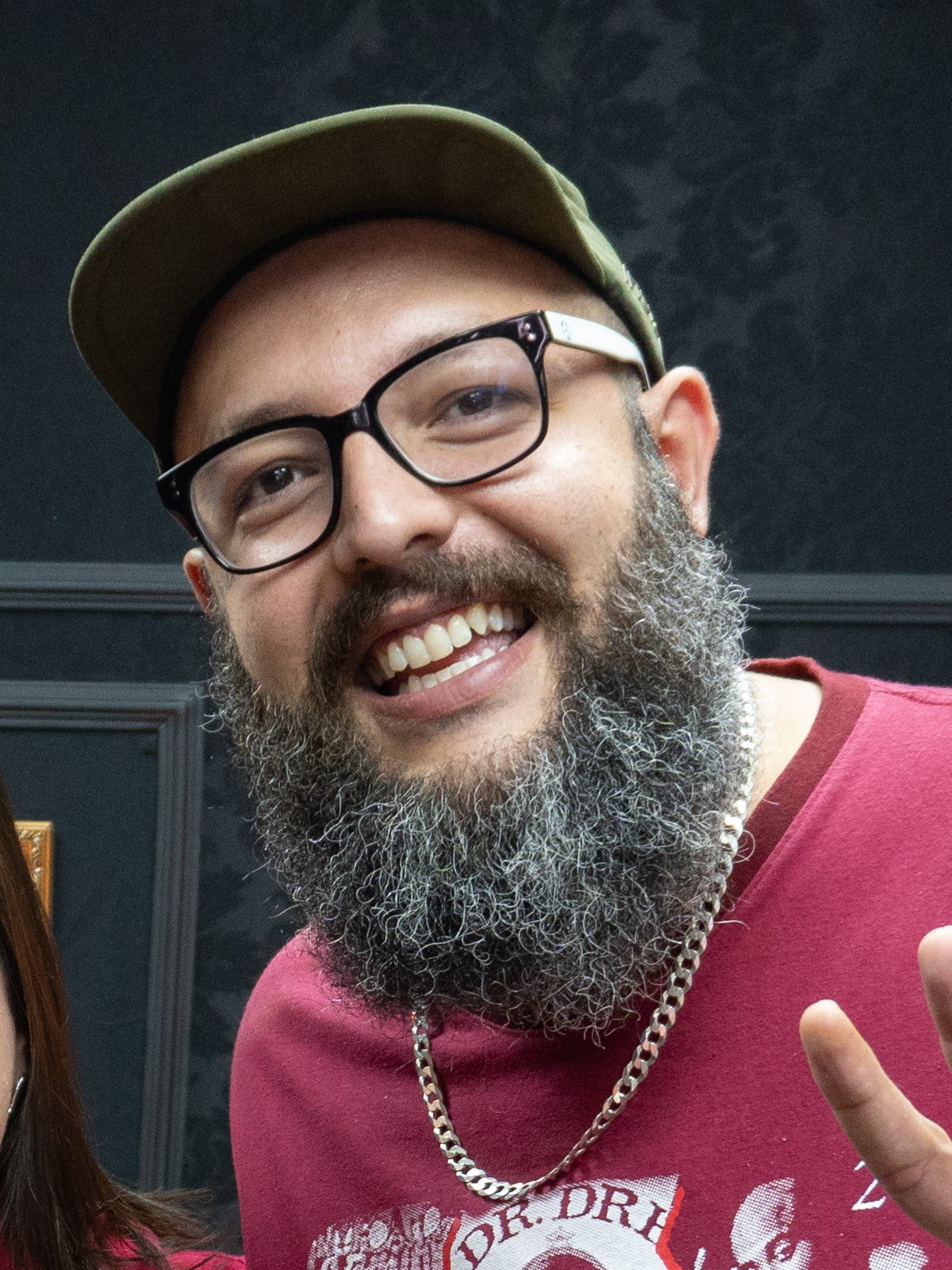
Cauê Moura, o Youtuber do Ano de 2014, criador do canal "Desce a Letra".

O anúncio dos vencedores foi realizado no youPIX 2014, após um período de votação popular em que foram enviadas mais de 31 mil indicações únicas. Matéria do jornal O Globo destacou que o youPIX 2014 refletiu, nas indicações, a Copa do Mundo realizada naquele ano no Brasil. Os vencedores, distribuídos em 14 categorias, foram anunciados no primeiro dia do evento, sediado na Bienal do Ibirapuera entre os dias 17 e 19 de julho.
Um dos destaques da premiação foi o vídeo "Os 10 Mandamentos do Rei do Camarote", que integra matéria produzida pela Veja São Paulo sobre o empresário Alexander de Almeida, conhecido por esbanjar dinheiro nas baladas da noite paulistana.  A reportagem rendeu dois prêmios: Webcelebridade do Ano e Viral do Ano.
| Categoria             | Vencedor                | Indicados                            |
| --------------------- | ----------------------- | ------------------------------------ |
| Blog do Ano           | Não Salvo               | Depois dos Quinze                    |
| Blog do Ano           | Não Salvo               | Meio Bit                             |
| Blog do Ano           | Não Salvo               | Morri de Sunga Branca                |
| Blog do Ano           | Não Salvo               | Papel Pop                            |
| Webcelebridade do Ano | O Rei do Camarote       | Alexandre Ottoni                     |
| Webcelebridade do Ano | O Rei do Camarote       | Cauê Moura                           |
| Webcelebridade do Ano | O Rei do Camarote       | Inês Brazil                          |
| Webcelebridade do Ano | O Rei do Camarote       | Rafucko                              |
| Podcast do Ano        | Matando Robôs Gigantes  | 99 Vidas                             |
| Podcast do Ano        | Matando Robôs Gigantes  | Braincast                            |
| Podcast do Ano        | Matando Robôs Gigantes  | Fronteiras da Ciência da UFRGS       |
| Podcast do Ano        | Matando Robôs Gigantes  | Omelete Nights                       |
| Youtuber do Ano       | Cauê Moura              | Felipe Castanhari                    |
| Youtuber do Ano       | Cauê Moura              | Jovem Nerd                           |
| Youtuber do Ano       | Cauê Moura              | Porta dos Fundos                     |
| Youtuber do Ano       | Cauê Moura              | Rafucko                              |
| #FF do Ano            | Jovem Nerd              | Bic Muller                           |
| #FF do Ano            | Jovem Nerd              | Dilma Bolada                         |
| #FF do Ano            | Jovem Nerd              | Não Salvo                            |
| #FF do Ano            | Jovem Nerd              | Rafucko                              |
| Tumblr do Ano         | Como Eu Me Sinto Quando | Criança Viada                        |
| Tumblr do Ano         | Como Eu Me Sinto Quando | Jornalismo Vai Com Deus              |
| Tumblr do Ano         | Como Eu Me Sinto Quando | Português Para Executivos            |
| Tumblr do Ano         | Como Eu Me Sinto Quando | Só no Brazil                         |
| Troll do Ano          | Felipe Venetiglio       | Azaghal                              |
| Troll do Ano          | Felipe Venetiglio       | Dilma Bolada                         |
| Troll do Ano          | Felipe Venetiglio       | Maurício Cid                         |
| Troll do Ano          | Felipe Venetiglio       | Rafinha Bastos                       |
| Agitador Web do Ano   | Maurício Cid            | Alexandre Ottoni                     |
| Agitador Web do Ano   | Maurício Cid            | Bruno Torturra (Mídia Ninja)         |
| Agitador Web do Ano   | Maurício Cid            | Jeferson Monteiro (Dilma Bolada)     |
| Agitador Web do Ano   | Maurício Cid            | Rafucko                              |
| Musa do Ano           | Mari Graciolli          | Camilla Uckers                       |
| Musa do Ano           | Mari Graciolli          | Clarice Falcão                       |
| Musa do Ano           | Mari Graciolli          | Juliana Muncinelli (Juzão)           |
| Musa do Ano           | Mari Graciolli          | Lully Lucky                          |
| Muso do Ano           | Segurança Gato do Metrô | Azaghal                              |
| Muso do Ano           | Segurança Gato do Metrô | Felipe Neto                          |
| Muso do Ano           | Segurança Gato do Metrô | Maurício Cid                         |
| Muso do Ano           | Segurança Gato do Metrô | Rafucko                              |
| Viral do Ano          | Rei do Camarote         | Beijinho no Ombro                    |
| Viral do Ano          | Rei do Camarote         | Eventos Fake no Facebook             |
| Viral do Ano          | Rei do Camarote         | Sabe de Nada, Inocente               |
| Viral do Ano          | Rei do Camarote         | Tubby                                |
| Trending Topic do Ano | Vai Ter Copa Sim        | Imagina na Copa                      |
| Trending Topic do Ano | Vai Ter Copa Sim        | Não Mereço Ser Estuprada             |
| Trending Topic do Ano | Vai Ter Copa Sim        | Não Vai Ter Copa                     |
| Trending Topic do Ano | Vai Ter Copa Sim        | Vem Pra Rua                          |
| Meme do Ano           | Ajuda Luciano           | Beijinho no Ombro                    |
| Meme do Ano           | Ajuda Luciano           | Olar, Fali Meu Amigo                 |
| Meme do Ano           | Ajuda Luciano           | Os 10 Mandamentos do Rei do Camarote |
| Meme do Ano           | Ajuda Luciano           | Sabe de Nada, Inocente               |
| Fanpage do Ano        | Ajuda Luciano           | Cansei de Ser Gato                   |
| Fanpage do Ano        | Ajuda Luciano           | Pequeno Princezo                     |
| Fanpage do Ano        | Ajuda Luciano           | Site dos Menes                       |
| Fanpage do Ano        | Ajuda Luciano           | TV Revolta                           |

## youPIX Builders

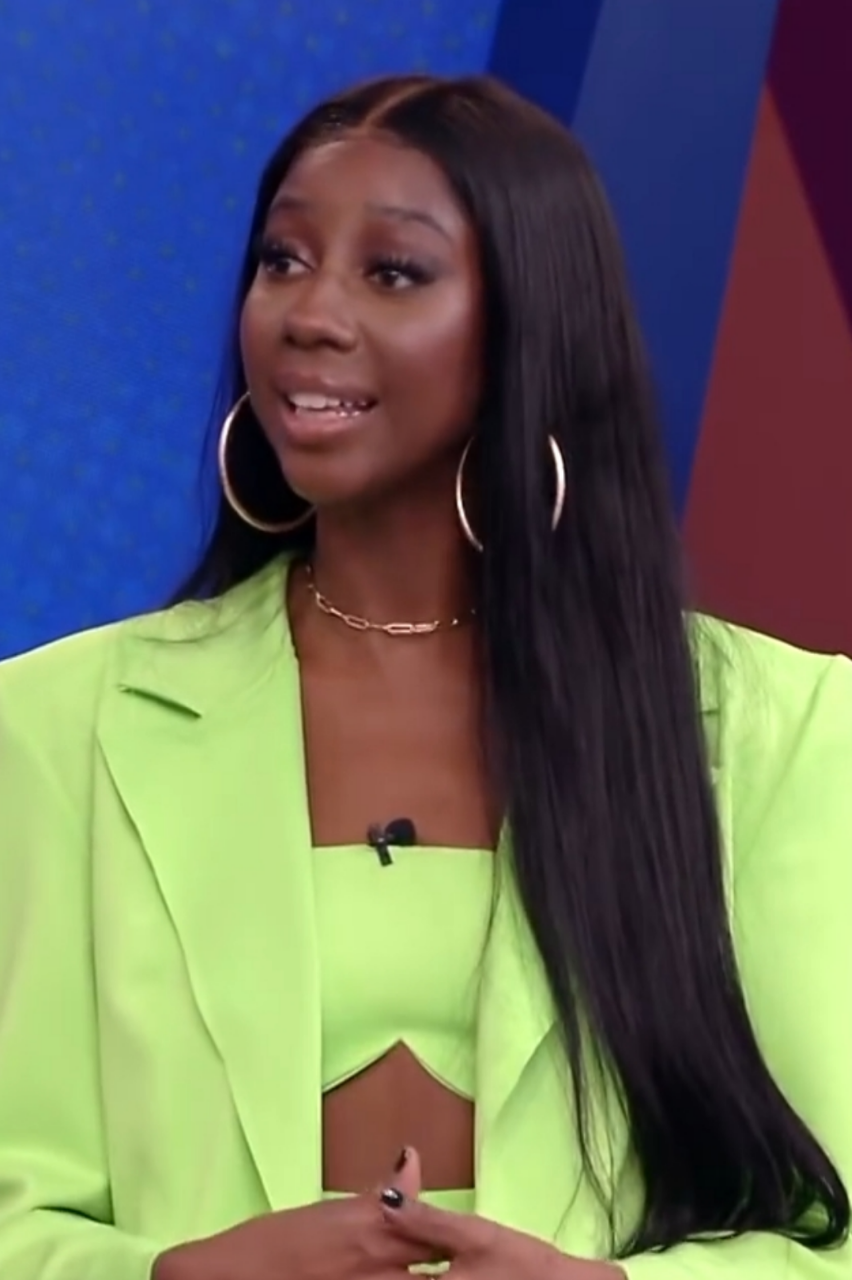
Camilla de Lucas, influenciadora digital carioca incluída na lista do youPIX Builders de 2020.

A partir do ano de 2015, o youPIX muda o formato de sua premiação e passa a fazer uma lista anual de "profissionais do mercado e creators que mais contribuíram para a construção do mercado de conteúdo e influência no Brasil".
| Ano  | Builders do Ano |
| ---- | --- |
| 2015 | Alexandre Inagaki, Rafael Grostein & André Barros (Network Brasil), Nelsinho Botega & Vitor Kniknik (Rede Snack), Pierre Mantovani (Grupo Omelete), Cyrille Reboul (Webedia), André Zimmermann (NETCos), Wagner Martins (301.yt), Nana Lima, Jules de Faria & Maíra Liguori (Think Olga), Clara Averbuck (Lugar de Mulher), Canal das Bee, Pedro HMC, Felipe Abe & Nelson Sheep (Canal Põe na Roda), Rayza Nicácio, Pirula, Flavia Calina, Whindersson Nunes, Kéfera Buchmann, Christian Figueiredo, Julia Tolezano (Jout Jout), Malena Nunes, Juliana Wallauer & Cris Bartis (Mamilos), Dani Noce & Paulo Cuenca (Grupo ICKFD). |
| 2016 | Andressa Griffante (RSBloggers), Armindo Ferreira (Blog do Armindo), Amanda Guimarães (Mandy Candy), Ariel Alexandre, Bruno Pires & Leandro Bravo (Celebryts), Camilo Coutinho (Play de Prata), Daniela Busoli (Formata), Egnalda Côrtes, Helen Ramos (Hel Mother), Jackeline Salomão, Felipe Ventura, Mariana Zatz & Nina Dutra (DRelacionamentos), Juliana Romano (Entre Topetes e Vinis), Leandro Demori (Medium Brasil), Lorelay Fox (Para Tudo), Lucas Feuerschütte (LubaTV), Luiz Felipe Barros (Digital Stars), Marcelo Salgado & Nayara Ruiz (Bradesco), Mônica Sousa (Mauricio de Sousa Produções), Maurício Cid (Não Salvo), Nátaly Neri (Afros e Afins), Nilce Moretto & Leon Martins (Coisa de Nerd), Pablo Peixoto (Qu4tro Coisas), Pedro Doria (Meio), Rodrigo Brancatelli (LinkedIn), Thaynara Oliveira (ThaynaraOG). |
| 2017 | Felipe Castanhari, Coletivo MO.O.C., Diego Dzodan (Facebook), Felipe Neto, Fernanda Cerávolo (YouTube), Flavia Calina, Konrad Dantas (KondZilla), Pedro Alvim (Magazine Luiza), Samantha Almeida (Avon), Vanessa Oliveira (ViU Hub). |
| 2018 | Ana Paula Xongani, Banco Bradesco, Fátima Pissara (Mynd8), Lu do Magalu, Luciana Pimentel, Nathalia Arcuri, Rosa Luz, Spartakus Santiago, Guilherme Melles (Quebrando o Tabu), Toda Grandona. |
| 2019 | Ale Santos (Savage Fiction), Gabriel "Sukita" Matos (BuzzFeed Brasil), Gleba do Pêssego, Inaiara Florêncio (SunsetDDB), Isa Ventura (Squid), Joana Mendes (Idánimo), Kaique Brito, Katu Mirim, Laís Franklin (Vogue Brasil), Cris Guterres & Renata Hilário (Meteora Podcast), Monique Evelle, Murilo Araujo, Ana Paula Passarelli (Brunch), Raphaella Martins (Globo), Ricardo Silvestre (Black Influence). |
| 2020 | Átila Iamarino, Bruno Goes (Nobru), Camilla de Lucas, Helô Helena & Ari Deschamps (O Boticário), Influência Negra (podcast), Lorrane Silva (Pequena Lo), Nath Finanças, Patrícia Muratori (YouTube), Rádio Novelo (produtora de podcasts), Tássio Santos (Herdeira da Beleza). |
| 2021 | Alice Pataxó, Camila Coutinho, Dani Arrais & Luiza Voll (Contente.vc), Esse Menino, Gaules, Jackie Salomão (Meta), Jéssica Gomes (Sallve), Júlio Beltrão (Mynd), Kim Farrell (TikTok), Raphael Vicente, Yheuriet Kalil. |